# Dave Kennedy

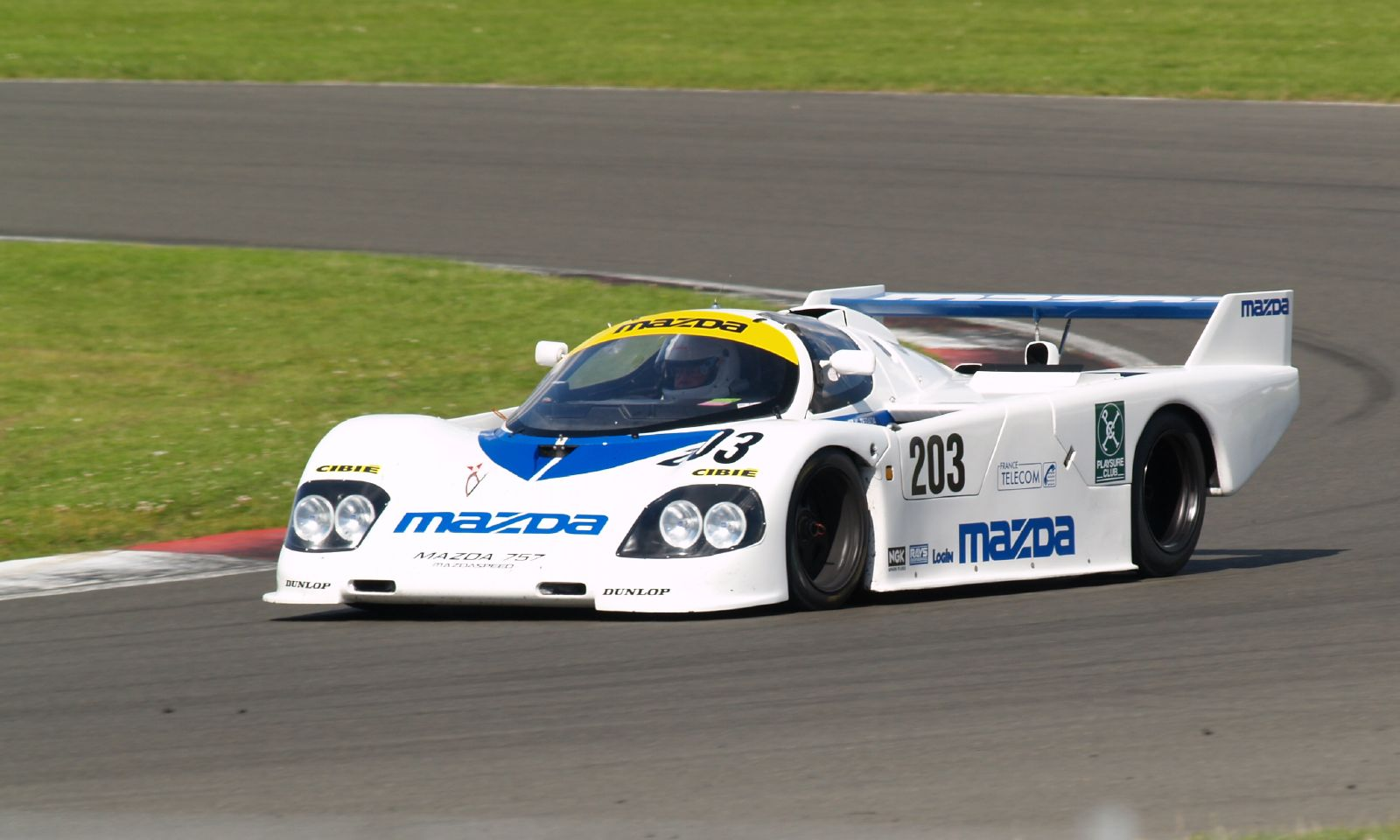
Der Mazda 757 mit dem Dave Kennedy beim 24-Stunden-Rennen von Le Mans 1988 am Start war

David Paul „Dave“ Kennedy (* 15. Januar 1953 in Sligo, Irland) ist ein ehemaliger irischer Automobilrennfahrer. Er war nach Joe Kelly und Derek Daly der dritte Rennfahrer seines Landes, der an Formel-1-Rennen teilnahm, und gilt als der Mann, der Eddie Jordan mit dem Motorsport in Kontakt brachte.

## Motorsportkarriere

### Formel Ford und Formel 3
Kennedy bestritt 1972 seine ersten Automobilrennen. Er fuhr anfänglich in der irischen Formel-Ford-Meisterschaft, die er 1975 als Meister beendete. Im folgenden Jahr gewann er die britische Formel-Ford-Meisterschaft und wurde Zweiter in der europäischen Serie. 1977 wechselte Kennedy in die Europäische Formel-3-Meisterschaft, die er im ersten Jahr als Achter und 1978 als Sechster beendete.

### Aurora-AFX-Formel-1-Serie
Ende 1978 ermöglichte das Team Theodore Racing Kennedy den Einstieg in die Formel 1. Anders als in dieser Zeit üblich, erfolgte der Wechsel ohne eine Zwischenstation in der Formel 2. Theodore unterhielt in den späten 1970er-Jahren einen Rennstall in der Aurora-Serie, einer auch als britische Formel-1-Meisterschaft bezeichneten Rennserie, die in erster Linie auf nationalen Strecken ausgetragen wurde und bei der zumeist ältere Formel-1-Wagen zum Einsatz kamen. 
Kennedy debütierte mit Theodores Wolf WR3-Cosworth beim letzten Rennen der Saison 1978 in Snetterton. Er fuhr hier die schnellste Rennrunde und siegte mit deutlichem Vorsprung vor Tony Trimmer. 1979 fuhr Kennedy erneut für Theodore in der Aurora-Serie. Er erzielte zwei Siege, einen zweiten und fünf dritte Plätze. Mit 63 Punkten wurde er Vizemeister hinter Rupert Keegan, der zwei Punkte mehr erlangt hatte.  

### Formel-1-Weltmeisterschaft
1980 erhielt Kennedy einen Vertrag bei dem in England ansässigen Team Shadow, das von Teddy Yip, dem Eigentümer von Theodore Racing, finanziell unterstützt und im Frühjahr 1980 schließlich übernommen wurde. Einsatzfahrzeug war anfänglich der Shadow DN11, der von John Gentry entwickelt worden war und als technisch unausgereiftes Fahrzeug angesehen wurde. Im Juni war dann der neu entwickelte DN12 verfügbar, der in dieser Form nur zweimal eingesetzt wurde.
Bei den ersten sechs Weltmeisterschaftsläufen des Jahres verpasste Kennedy regelmäßig die Qualifikation. Sein Rückstand auf einen Qualifikationsplatz betrug beim Großen Preis von Brasilien mehr als zwei Sekunden, in Südafrika 0,77 Sekunden und in den USA 0,17 Sekunden. Beim Großen Preis von Monaco beendete Kennedy das Zeittraining als Letzter. Er war mehr als 15 Sekunden langsamer als Polesitter Didier Pironi im Ligier; auf den letzten Platz der Startaufstellung fehlten ihm damit über 12 Sekunden. Die große Zeitdifferenz war auf einen instabil befestigten Motor zurückzuführen, der im Chassis vibrierte und das Fahrverhalten nachteilig beeinflusste.
Beim Großen Preis von Spanien, der am 1. Juni 1980 abgehalten wurde und als siebter Weltmeisterschaftslauf des Jahres angekündigt war, gelang Dave Kennedy erstmals die Qualifikation. Im Zeittraining hatte er mit dem neuen DN12 einen Rückstand von 3,8 Sekunden auf die Pole-Zeit von Jacques Laffite; damit nahm er den 22. und letzten Startplatz ein. Allerdings war die Konkurrenz in Spanien im Vergleich zu anderen Rennen geringer: Aufgrund motorsportpolitischer Differenzen zwischen FISA und FOCA hatten Alfa Romeo, Ensign, die Scuderia Ferrari, Renault und RAM ihre Meldungen zurückgezogen bzw. waren nicht zum Rennen erschienen, sodass sich insgesamt acht Autos weniger um einen Startplatz bemühten als sonst. Im Rennen hielt sich Kennedy nur zweieinhalb Runden: Vor Vollendung der  dritten Runde schied er (als erster Fahrer) infolge eines Unfalls aus. Nach dem Rennen wurden die politischen Auseinandersetzungen fortgesetzt. Sie führten dazu, dass dem Großen Preis von Spanien 1980 am Tag nach seiner Austragung der Weltmeisterschaftsstatus entzogen wurde. 
Der Große Preis von Frankreich, der vier Wochen später ausgetragen wurde, war das letzte Rennen für Kennedys Team, das inzwischen die Bezeichnung Theodore Shadow erhalten hatte. Nachdem beide Fahrer erneut an der Qualifikation gescheitert waren, zog die Teamleitung die Meldung für den Rest des Jahres zurück. 
Kennedy erhielt in der Folgezeit keine weitere Möglichkeit, ein Formel-1-Rennen zu bestreiten.

### Sportwagen
In den frühen 1980er-Jahren engagierte sich Kennedy wiederholt in der Sportwagen-Weltmeisterschaft. Einige Jahre war er eng mit dem japanischen Automobilhersteller Mazda verbunden, für den er auch an einigen 24-Stunden-Rennen von Le Mans teilnahm. Beim 24-Stunden-Rennen von Le Mans 1991, bei dem Bertrand Gachot, Johnny Herbert und Volker Weidler mit dem Mazda 787B den einzigen Le Mans-Sieg für ein Auto mit Wankelmotor erzielten, fuhr Kennedy den zweiten 787B für das Werksteam Mazdaspeed Co. Ltd. Zusammen mit Stefan Johansson und Maurizio Sandro Sala wurde er Gesamt-Sechster.

### Ruhestand
Nach Beendigung seiner aktiven Fahrerkarriere arbeitete Kennedy als Formel-1-Kommentator für irische Fernsehsender und als Kolumnist für irische Zeitungen. Begründet durch seine Freundschaft zu Martin Birrane, dem Inhaber von Lola Cars, übernahm Kennedy schließlich eine leitende Rolle im Fahrerentwicklungsprogramm des britischen Rennwagenherstellers.

## Statistik

### Rennergebnisse in der Formel 1
| Saison | 1   | 2   | 3   | 4   | 5   | 6   | 7 | 8 | 9 | 10 | 11 | 12 | 13 | 14 |
| ------ | --- | --- | --- | --- | --- | --- | - | - | - | -- | -- | -- | -- | -- |
| 1980   |     |     |     |     |     |     |   |   |   |    |    |    |    |    |
| DNQ    | DNQ | DNQ | DNQ | DNQ | DNQ | DNQ |   |   |   |    |    |    |    |    |

| Legende  | Legende            | Legende                                                          |
| Farbe    | Abkürzung          | Bedeutung                                                        |
| -------- | ------------------ | ---------------------------------------------------------------- |
| Gold     | –                  | Sieg                                                             |
| Silber   | –                  | 2. Platz                                                         |
| Bronze   | –                  | 3. Platz                                                         |
| Grün     | –                  | Platzierung in den Punkten                                       |
| Blau     | –                  | Klassifiziert außerhalb der Punkteränge                          |
| Violett  | DNF                | Rennen nicht beendet (did not finish)                            |
| Violett  | NC                 | nicht klassifiziert (not classified)                             |
| Rot      | DNQ                | nicht qualifiziert (did not qualify)                             |
| Rot      | DNPQ               | in Vorqualifikation gescheitert (did not pre-qualify)            |
| Schwarz  | DSQ                | disqualifiziert (disqualified)                                   |
| Weiß     | DNS                | nicht am Start (did not start)                                   |
| Weiß     | WD                 | zurückgezogen (withdrawn)                                        |
| Hellblau | PO                 | nur am Training teilgenommen (practiced only)                    |
| Hellblau | TD                 | Freitags-Testfahrer (test driver)                                |
| ohne     | DNP                | nicht am Training teilgenommen (did not practice)                |
| ohne     | INJ                | verletzt oder krank (injured)                                    |
| ohne     | EX                 | ausgeschlossen (excluded)                                        |
| ohne     | DNA                | nicht erschienen (did not arrive)                                |
| ohne     | C                  | Rennen abgesagt (cancelled)                                      |
| ohne     | keine WM-Teilnahme |                                                                  |
| sonstige | P/fett             | Pole-Position                                                    |
| sonstige | 1/2/3/4/5/6/7/8    | Punktplatzierung im Sprint-/Qualifikationsrennen                 |
| sonstige | SR/kursiv          | Schnellste Rennrunde                                             |
| sonstige | *                  | nicht im Ziel, aufgrund der zurückgelegten Distanz aber gewertet |
| sonstige | ()                 | Streichresultate                                                 |
| sonstige | unterstrichen      | Führender in der Gesamtwertung                                   |

### Le-Mans-Ergebnisse
| Jahr | Team                | Fahrzeug   | Teamkollege          | Teamkollege      | Platzierung             | Ausfallgrund     |
| ---- | ------------------- | ---------- | -------------------- | ---------------- | ----------------------- | ---------------- |
| 1983 | Peer Racing         | Ford C100  | François Migault     | Martin Birrane   | Ausfall                 | kein Benzindruck |
| 1984 | Mazdaspeed Co. Ltd. | Mazda 727C | Jean-Michel Martin   | Philippe Martin  | Rang 15                 |                  |
| 1985 | Mazdaspeed Co. Ltd. | Mazda 737C | Jean-Michel Martin   | Philippe Martin  | Rang 19                 |                  |
| 1986 | Mazdaspeed Co. Ltd. | Mazda 757  | Pierre Dieudonné     | Mark Galvin      | Ausfall                 | Getriebeschaden  |
| 1987 | Mazdaspeed Co. Ltd. | Mazda 757  | Pierre Dieudonné     | Mark Galvin      | Rang 7 und Klassensieg  |                  |
| 1988 | Mazdaspeed          | Mazda 757  | Pierre Dieudonné     | Yōjirō Terada    | Rang 15 und Klassensieg |                  |
| 1989 | Mazdaspeed          | Mazda 767B | Pierre Dieudonné     | Chris Hodgetts   | Rang 7                  |                  |
| 1990 | Mazdaspeed Co. Ltd. | Mazda 787  | Pierre Dieudonné     | Stefan Johansson | Ausfall                 | Leck im Öltank   |
| 1991 | Mazdaspeed Co. Ltd. | Mazda 787  | Maurizio Sandro Sala | Stefan Johansson | Rang 6                  |                  |

### Einzelergebnisse in der Sportwagen-Weltmeisterschaft
| Saison | Team                       | Rennwagen           | 1   | 2   | 3   | 4   | 5   | 6   | 7   | 8   | 9   | 10  | 11  | 12  | 13  | 14  | 15  |
| ------ | -------------------------- | ------------------- | --- | --- | --- | --- | --- | --- | --- | --- | --- | --- | --- | --- | --- | --- | --- |
| 1981   | Cleare Racing              | Porsche 934         | DAY | SEB | MUG | MON | RIV | SIL | NÜR | LEM | PER | DAY | WAT | SPA | MOS | ROA | BRH |
| 1981   | Cleare Racing              | Porsche 934         |     |     |     |     |     |     | 46  |     |     |     |     |     |     |     | 12  |
| 1982   | Clothing Limited           | Chevron B36         | MON | SIL | NÜR | LEM | SPA | MUG | FUJ | BRH |     |     |     |     |     |     |     |
| 1982   | Clothing Limited           | Chevron B36         |     |     |     |     | 20  |     |     |     |     |     |     |     |     |     |     |
| 1983   | Peer Racing                | Ford C 100          | MON | SIL | NÜR | LEM | SPA | FUJ | KYA |     |     |     |     |     |     |     |     |
| 1983   | Peer Racing                | Ford C 100          | DNF |     |     |     |     |     |     |     |     |     |     |     |     |     |     |
| 1984   | Mazdaspeed                 | Mazda 727C          | MON | SIL | LEM | NÜR | BRH | MOS | SPA | IMO | FUJ | KYA | SAN |     |     |     |     |
| 1984   | Mazdaspeed                 | Mazda 727C          |     |     | 15  |     |     |     |     |     | 21  |     |     |     |     |     |     |
| 1985   | Mazdaspeed                 | Mazda 737C          | MUG | MON | SIL | LEM | HOK | MOS | SPA | BRH | FUJ | SEL |     |     |     |     |     |
| 1985   | Mazdaspeed                 | Mazda 737C          |     |     | 16  | 19  |     |     |     |     | DNF |     |     |     |     |     |     |
| 1986   | Mazdaspeed Martin Schanche | Mazda 757 Argo JM19 | MON | SIL | LEM | NÜN | BRH | JER | NÜR | SPA | FUJ |     |     |     |     |     |     |
| 1986   | Mazdaspeed Martin Schanche | Mazda 757 Argo JM19 |     | 19  | DNF |     |     |     |     | DNF | 15  |     |     |     |     |     |     |
| 1987   | Mazdaspeed                 | Mazda 757           | JAR | JER | MON | SIL | LEM | NÜN | BRH | NÜR | SPA | FUJ |     |     |     |     |     |
| 1987   | Mazdaspeed                 | Mazda 757           |     |     |     |     | 7   |     |     |     |     | 7   |     |     |     |     |     |
| 1988   | Mazdaspeed                 | Mazda 767           | JER | JAR | MON | SIL | LEM | BRÜ | BRH | NÜR | SPA | FUJ | SAN |     |     |     |     |
| 1988   | Mazdaspeed                 | Mazda 767           |     |     |     | 9   | 15  |     |     |     |     | 14  |     |     |     |     |     |
| 1989   | Mazdaspeed                 | Mazda 767           | SUZ | DIJ | JAR | BRH | NÜR | DON | SPA | MEX |     |     |     |     |     |     |     |
| 1989   | Mazdaspeed                 | Mazda 767           |     | 10  |     | 13  | 13  | DNF | 9   | 13  |     |     |     |     |     |     |     |
| 1991   | Mazdaspeed                 | Mazda 787B          | SUZ | MON | SIL | LEM | NÜR | MAG | MEX | AUT |     |     |     |     |     |     |     |
| 1991   | Mazdaspeed                 | Mazda 787B          | 6   | 7   | 11  | 6   | 5   |     |     | 10  |     |     |     |     |     |     |     |